# Kari Tarkiainen
Kari Valtteri Tarkiainen, född den 14 juni 1938 i Helsingfors, är en finländsk historiker och tjänsteman. Han har verkat i olika befattningar inom Svenska Riksarkivet i Stockholm, Nordiska museet samt arkivverket i Finland, där han var riksarkivarie och generaldirektör 1996-2003. År 2000 utnämndes han till ledamot av Finska Vetenskapsakademien.

## Historikern
Tarkiainen, som blev fil. dr 1974 vid Uppsala universitet, har författat ett tiotal historiska monografier både på finska och svenska. Hans produktion sträcker sig tidsmässigt från medeltiden till andra världskriget och omfattar genremässigt huvudsakligen kulturhistoriska studier, som skildrar olika grupper och individer. Han har behandlat Finlands reformator Mikael Agricola från 1500-talet, den gamla Rysslandsbilden under stormaktstiden, finländarnas historia i Sverige samt Estlands svenska tid.  Finnarnas historia i Sverige 1-2 (1990-93) och Sveriges Österland (2008) är några av hans mest betydande verk.
Det centrala för Kari Tarkiainens historieuppfattning har varit identitetsbegreppet, som han har belyst ur språklig, social och politisk synvinkel. Tarkiainen har också skrivit om skönlitterära gestalter, bland andra om poeten Paavo Haavikko och om sin egen farmor författaren Maria Jotuni. 
Flera av Tarkiainens arbeten har haft sin rot i nutiden. I förordet till Finnarnas historia i Sverige skriver han följande om syftet med boken:  
| ”                             | Detta syfte har varit att göra dagens Sverigefinländare och deras omgivning medvetna om att de alls inte innehar någon unik position, som främlingar i ett nytt land, utan att hundratusentals av deras landsmän långt före deras tillblivelse har befunnit sig i samma situation, som nya finländska invånare i det svenska moderlandet. | „ |
| – Kari Tarkiainen 1990, s. 11 | |   |

Verket Moskoviten: Sverige och Ryssland 1478–1721 renderade honom Statsrådet Mauritz Hallbergs pris 2018.

## Priser och utmärkelser
- Patriotiska Sällskapets Gösta Berg -medalj 1996
- Svenska Akademiens Finlandspris 1997
- Vasamuseets Vänners pris 2013